# Longhin Macarevici
MACAREVICI, LONGHIN
(1923-1981
Distins cadru didactic și pasio¬nat cercetător, conf. univ. ing. Longhin Macarevici a rămas un exemplu de slujire cu devotament și înaltă comptență a școlii hidrotehnice ieșene. S-a născut în localitatea Lașchiuca, în apropiere de Cernăuți, la 19 iulie 1923. A absolvit Liceul Mitropolit Silvestru din Cernăuți, în anul 1943. În perioada 1943-1948 a urmat cursurile Facultății de Construcții la Școala Politehnică Gh. Asachi din Cernăuți și apoi la Iași. După absolvirea facultății, cu rezultate strălucite, își începe cariera universitara în anul 1949 ca asistent la Catedra de Hidraulică a UTI. Datorita activității sale entuziaste și compe¬tenței, urcă treptele învățământului universitar: șef de lucrări (1950) și conferențiar (1952), profilat pe disciplinele care converg către Hidraulică. La înființarea Facultății de Hidrotehnică din Iași, în 1962, a desfășurat o activitate amplă, plină de dăruire și pasiune, fiind promotorul Secției de Construcții Hidrotehnice. Pregătirea sa de specialitate deosebită i-a permis să predea la un nivel ridicat un mare număr de cursuri: Hidraulică, Hidrologie, Hidrologie și Lucrări edilitare, Apărări de maluri, îmbunătățiri funciare, Mecanica rocilor și Construcții hidroenergetice. Si-a asumat predarea cursului de Construcții hidrotehnice și centrale hidroelectrice, fiind în același timp mentorul disciplinelor de specialitate: Alimentări cu apă, Canalizări, Regularizări de râuri, Construcții portuare. A desfășurat o neobosită activitate pentru înființarea si dotarea laboratoarelor din cadrul Secției de Construcții Hidrotehnice, precum și pentru realizarea unor dispozitive experimentale complexe, printre care o instalație de încercare în regim dinamic, cu acționare după trei direcții. A fost și coautor la publicarea unor cursuri de specialitate: Calculul hidraulic al podețelor, Hidraulică, Mecanica rocilor și Construcții hidroenergetice. A condus și a colaborat la realizarea unor studii teoretice și experimentale, care au fost publicate în reviste de specialitate sau au fost comunicate în cadrul unor sesiuni științiifice, printre care: fundarea barajelor de greutate pe terenuri nestâncose, impermeabilizarea unor pământuri pentru canale de irigații și diguri, studiul eficienței tehnico-economice a lacului Chirița-Iași, criterii pentru dimen¬sionarea tehnico-economică a rețelelor de distribuție a apei, cal¬culul căptușelilor galeriilor și puțurilor hidrotehnice etc. A instruit și educat numeroase generații de ingineri hidrotehnici. A trecut în eternitate în ziua de 21 aprilie 1981 și a fost înmormântat în cimitirul Eternitatea din Iași.